# Tokorozawa Clay Shooting Range
Die Tokorozawa Clay Shooting Range war ein Schießstand in der japanischen Stadt Tokorozawa.
Im Vorfeld der Olympischen Sommerspiele 1964 in Tokio wurde eine Wettkampfstätte für die Wettkämpfe im Wurfscheibenschießen gesucht. Zwar gab es in Murayama einen Schießstand, dieser wurde jedoch als zu klein angesehen und ein Wohngebiet wurde in der nahen Umgebung errichtet. Des Weiteren gab es Überlegungen beim Camp Asaka, wo die restlichen Schießwettkämpfe der Spiele stattfanden, auch einen Schießplatz für Wurfscheibenschießen zu errichten. Nach einer Prüfung dieses Plans entschied man sich jedoch im etwa 10 Kilometer von Asaka entfernten Tokorozawa einen Schießstand zu errichten. Die 13,9 Hektar große Anlage wurde zwischen November 1963 und August 1964 errichtet. Sie umfasste neben dem Schießstand auch einige Räumlichkeiten wie beispielsweise Presseräume oder einen Speisesaal. Die Anlage verfügte über eine Kapazität von 1284 Sitzplätzen.